# Relazioni bilaterali tra Italia e Messico
Le relazioni bilaterali tra Italia e Messico sono le relazioni diplomatiche tra Italia e Messico. Entrambe le nazioni sono membri del G20, dell'Organizzazione per la cooperazione e lo sviluppo economico e dell'ONU.

## Storia
Il primo contatto tra Italia e Messico fu nel 1869, poco prima della fine dell'unificazione italiana nel 1870, quando l'Italia espresse il desiderio di aprire un consolato in Messico. Un consolato italiano fu aperto in Messico nel dicembre 1872, tuttavia, le relazioni diplomatiche tra le due nazioni non furono stabilite fino al 15 dicembre 1874. Nel 1875, il Messico aprì un ufficio diplomatico a Roma.
Durante la prima guerra mondiale, il Messico rimase neutrale perché fu coinvolto nella sua stessa rivoluzione allo stesso tempo e chiuse il suo ufficio diplomatico a Roma. Riaprì il suo ufficio diplomatico nel 1922. Negli anni '30, le relazioni diplomatiche tra le due nazioni iniziarono a deteriorarsi quando il Capo del Governo italiano Benito Mussolini invase e annetté l'Abissinia (oggi Etiopia) durante la seconda guerra italo-etiope tra il 1935 e il 1936. Il Messico è stato uno dei pochi paesi a opporsi con veemenza all'occupazione dell'Abissinia da parte delle forze italiane. Durante la seconda guerra mondiale, il 22 maggio 1942, il Messico dichiarò guerra alle potenze dell'Asse (che includeva l'Italia) a causa di attacchi tedeschi con U-boat a due petroliere messicane nel Golfo del Messico nello stesso anno. Le relazioni diplomatiche furono ristabilite il 1º giugno 1946 e l'Italia e il Messico firmarono un Trattato di pace il 10 febbraio 1947.
Nel 1974, il presidente Luis Echeverría Álvarez divenne il primo capo di Stato messicano a visitare l'Italia. Nel 1981, il presidente Sandro Pertini divenne il primo capo di Stato italiano a visitare il Messico. Sin dalle prime visite, ci sono state numerose visite tra i leader di entrambe le nazioni. Entrambe le nazioni hanno firmato diversi accordi bilaterali e hanno lavorato a stretto contatto su progetti servali. Nel 2014, l'Agenzia messicana di cooperazione internazionale per lo sviluppo (AMEXCID) e il Ministero degli affari esteri e della cooperazione internazionale hanno collaborato al finanziamento e al coordinamento di 12 progetti di ricerca in settori strategici, come scienze esatte, scienze biomediche, ambiente ed energia, agricoltura e agroalimentare, aerospaziale e tecnologie applicate ai beni culturali.

## Visite di stato

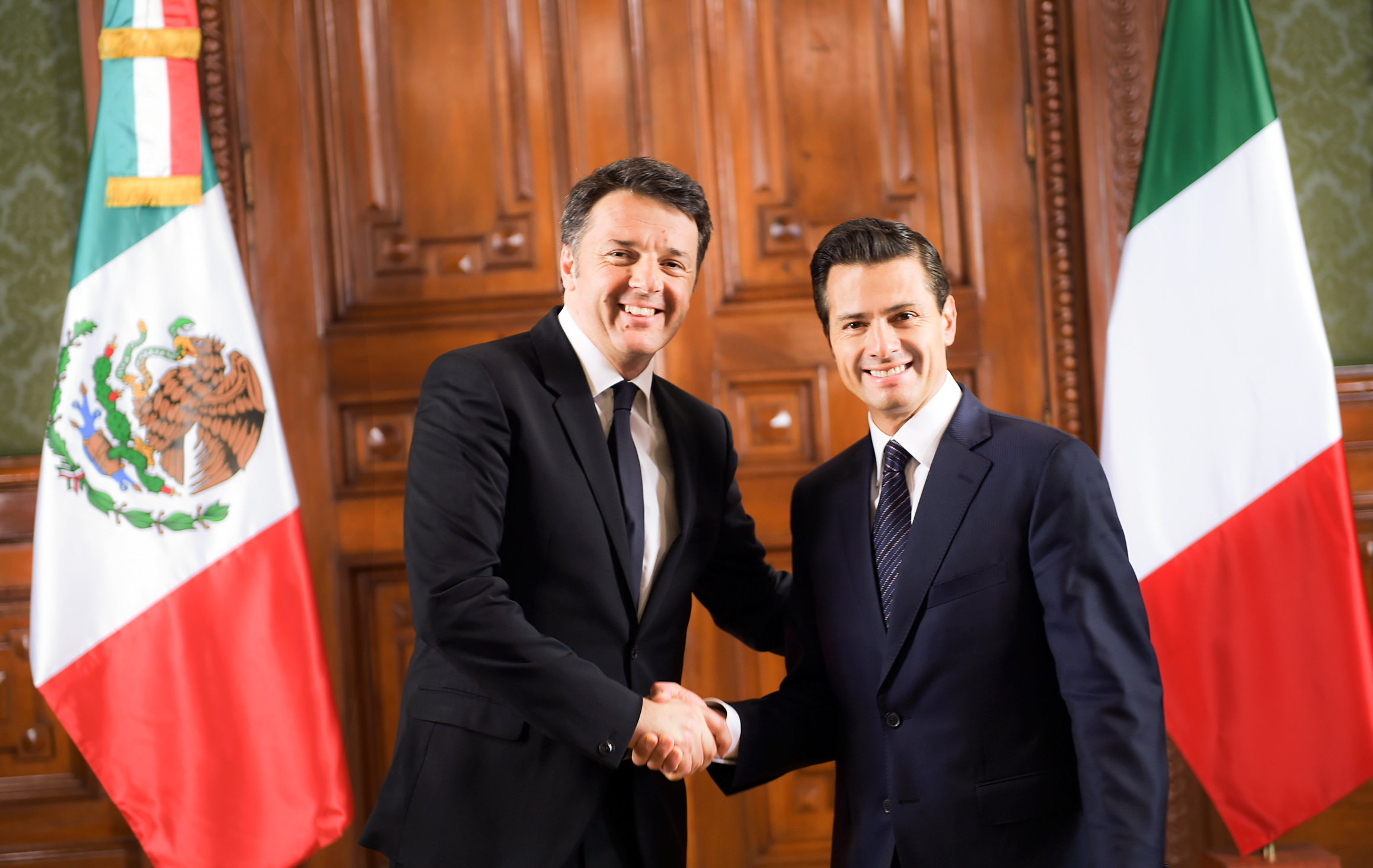
Il presidente messicano Enrique Peña Nieto con il Presidente del Consiglio italiano Matteo Renzi nel 2016

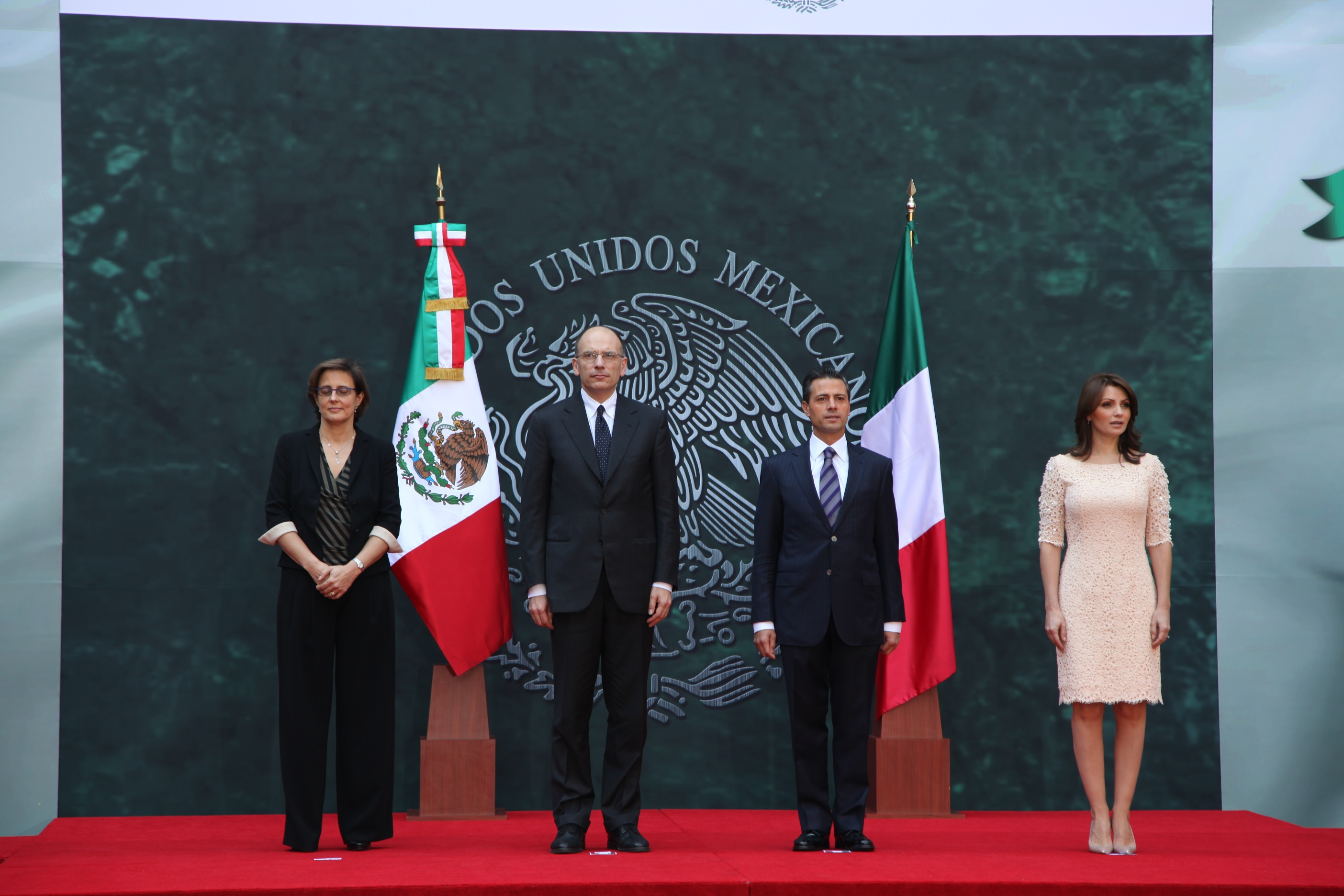
L'ex Presidente del Consiglio italiano Enrico Letta con il presidente messicano Enrique Peña Nieto in visita ufficiale in Messico nel gennaio 2014

Visite del Primo Ministro e presidenziali dall'Italia al Messico
- Presidente della Repubblica Sandro Pertini (1981)
- Presto del Consiglio Giulio Andreotti (1990)
- Presidente della Repubblica Oscar Luigi Scalfaro (1996)
- Presidente del Consiglio Silvio Berlusconi (2002)
- Presidente del Consiglio Mario Monti (2012)
- Presidente del Consiglio Enrico Letta (2014)
- Presidente del Consiglio Matteo Renzi (2016)
- Presidente della Repubblica Sergio Mattarella (2016)

Visite presidenziali dal Messico in Italia
- Presidente Luis Echeverría Álvarez (1974)
- Presidente Carlos Salinas de Gortari (1991)
- Presidente Ernesto Zedillo (1996)
- Presidente Vicente Fox (gennaio e ottobre 2001, 2005)
- Presidente Felipe Calderón (2007, 2009, 2011)
- Presidente Enrique Peña Nieto (2013, 2014, 2015)

## Accordi bilaterali
Entrambe le nazioni hanno firmato numerosi accordi bilaterali come il Trattato di arbitrato obbligatorio generale (1907); Accordo sul riconoscimento dei matrimoni consolari celebrato e amministrato in entrambe le missioni diplomatiche delle Nazioni (1910); Accordo di scambi culturali (1965); Accordo sul trasporto aereo (1965); Accordo di cooperazione tecnica (1981); Accordo di cooperazione turistica (1991); Accordo per evitare la doppia tassazione e l'evasione fiscale (1991); Accordo di cooperazione nella lotta contro l'abuso e il traffico illecito di stupefacenti e sostanze psicotrope (1991); Accordo di cooperazione scientifica e tecnologica (1997); Accordo sulla promozione e protezione reciproca degli investimenti (1999); Accordo di cooperazione nella lotta alla criminalità organizzata (2001); Accordo sull'assistenza amministrativa reciproca in materia doganale (2011); Trattato di estradizione (2011) e un trattato sull'assistenza in materia penale (2011).

## Trasporti
Ci sono voli diretti tra l'Italia e il Messico con le seguenti compagnie aeree: Alitalia, Blue Panorama Airlines e Neos Air.

## Commercio
Vi sono state diverse visite ufficiali da parte dei presidenti di entrambe le nazioni, rispettivamente nei rispettivi paesi. Nel 1997, il Messico ha firmato un accordo di libero scambio con l'Unione europea (che include l'Italia). Nel 2018, il commercio bilaterale tra le due nazioni è stato di $ 8,3 miliardi di dollari. Tra i prodotti che il Messico esporta in Italia vi sono: automobili e prodotti a base di petrolio. L'Italia esporta principalmente prodotti siderurgici in Messico. Oggi l'Italia è il nono partner commerciale del Messico al mondo (terzo in Europa dopo Germania e Spagna). Il Messico è il secondo maggiore partner commerciale dell'Italia in America Latina (dopo il Brasile). Oltre 400 società multinazionali italiane come Alfa Romeo, Enel Green Power, Eni, Fiat Automobiles e Pirelli (tra le altre) operano in Messico. Società multinazionali messicane come Grupo Bimbo e Mexichem operano in Italia.

## Missioni diplomatiche residenti
- L'Italia ha un'ambasciata a Città del Messico.[14]
- Il Messico ha un'ambasciata a Roma[15] e un consolato a Milano.[16]

## Galleria d'immagini

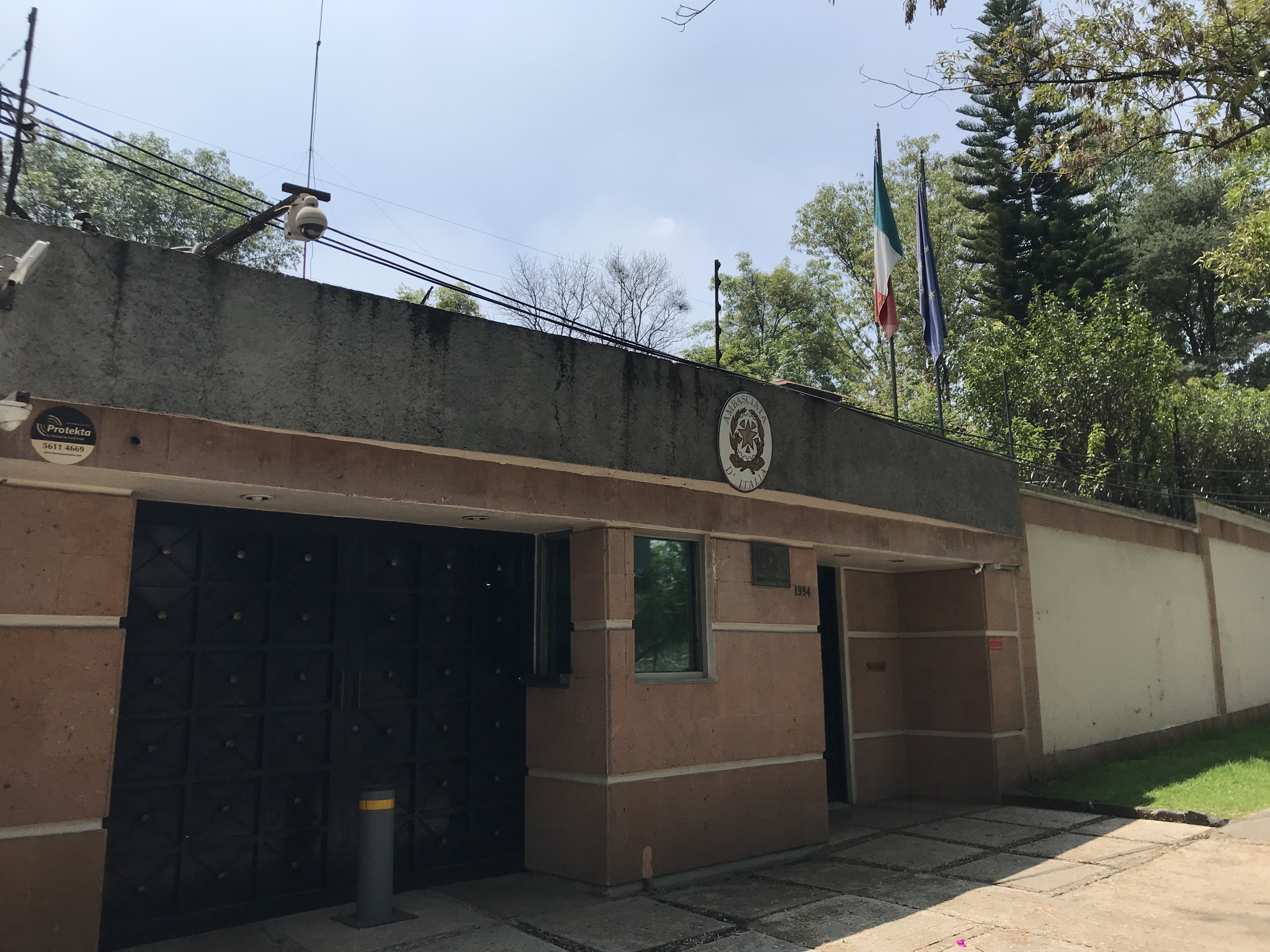
Ambasciata d'Italia a Città del Messico
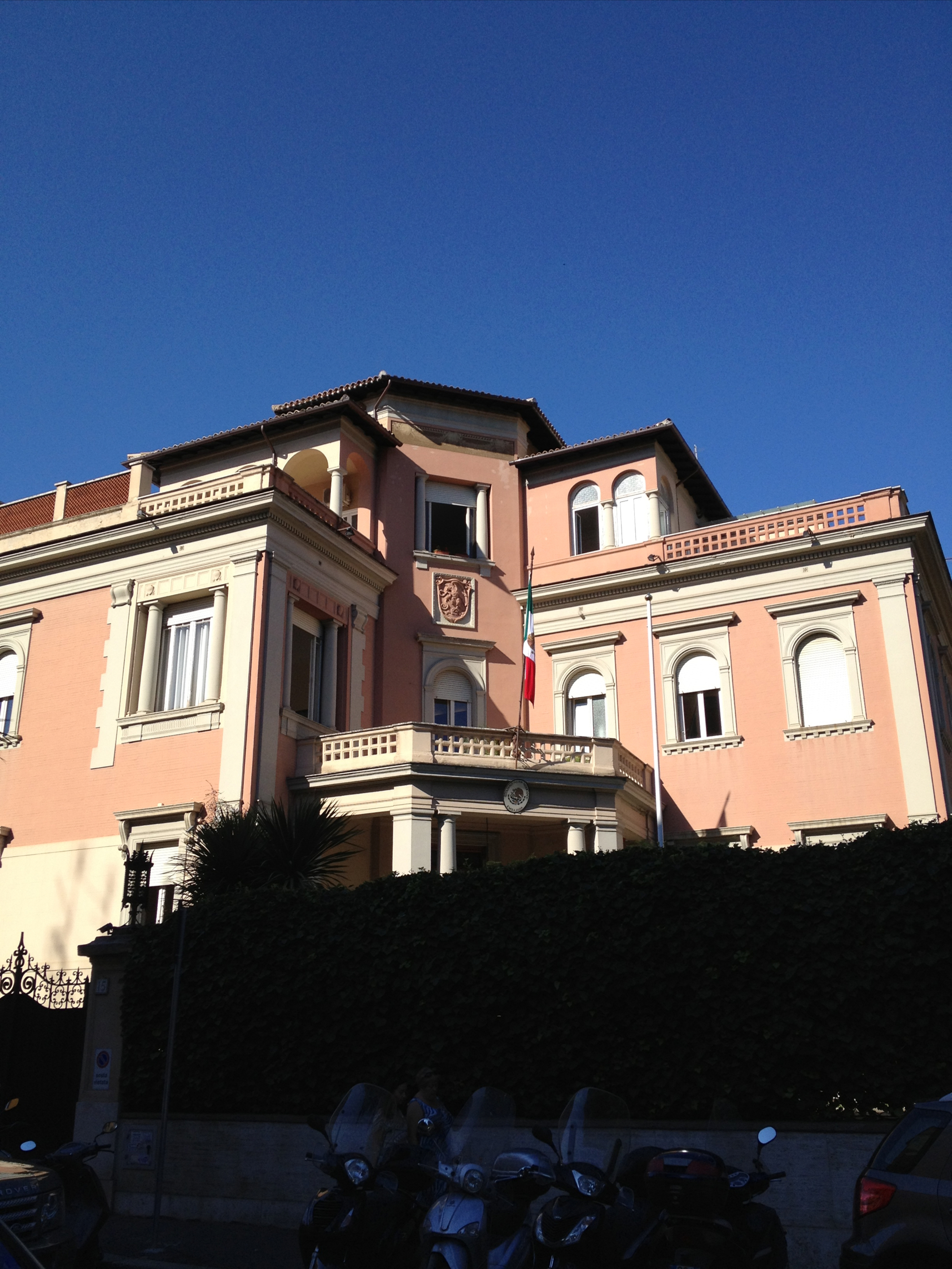
Ambasciata del Messico a Roma